# Macedonia na Letnich Igrzyskach Paraolimpijskich 2008
Macedonię na Letnich Igrzyskach Paraolimpijskich 2008 w Pekinie reprezentowało dwoje strzelców. Był to czwarty występ reprezentacji Macedonii na letnich igrzyskach paraolimpijskich (poprzednie miały miejsce w latach 1996, 2000 i 2004). Chorążym reprezentacji podczas ceremonii otwarcia igrzysk był Wanczo Karanfiłow.

## Wyniki

### Strzelectwo
Mężczyźni
| Zawodnik          | Konkurencja               | Eliminacje | Eliminacje | Finał    | Finał   | Źródło |
| Zawodnik          | Konkurencja               | Rezultat   | Miejsce    | Rezultat | Miejsce | Źródło |
| ----------------- | ------------------------- | ---------- | ---------- | -------- | ------- | ------ |
| Wanczo Karanfiłow | pistolet dowolny SH1      | 507 pkt.   | 22         | NQ       | NQ      | [ 3 ]  |
| Wanczo Karanfiłow | pistolet pneumatyczny SH1 | 549 pkt.   | 27         | NQ       | NQ      | [ 4 ]  |
| Wanczo Karanfiłow | pistolet sportowy SH1     | 554 pkt.   | 13         | NQ       | NQ      | [ 5 ]  |

Kobiety
| Zawodniczka             | Konkurencja               | Eliminacje | Eliminacje | Finał      | Finał   | Źródło |
| Zawodniczka             | Konkurencja               | Rezultat   | Miejsce    | Rezultat   | Miejsce | Źródło |
| ----------------------- | ------------------------- | ---------- | ---------- | ---------- | ------- | ------ |
| Oliwera Nakowska-Bikowa | pistolet dowolny SH1      | 518 pkt.   | 15         | NQ         | NQ      | [ 3 ]  |
| Oliwera Nakowska-Bikowa | pistolet pneumatyczny SH1 | 368 pkt.   | 4          | 462,1 pkt. | 5       | [ 6 ]  |
| Oliwera Nakowska-Bikowa | pistolet sportowy SH1     | 553 pkt.   | 15         | NQ         | NQ      | [ 5 ]  |